# Jack Pyc
Jack Pyc (Breslavia, 17 agosto 1972) è un bobbista canadese.

## Biografia
Viene ricordato come vincitore di una medaglia d'argento nella sua disciplina, ottenuta ai campionati mondiali del 1995 (edizione tenutasi a Winterberg, Germania) insieme al connazionale Pierre Lueders. Nell'edizione l'oro andò alla Germania, il bronzo alla squadra francese.